# لواء بانزر 113
لواء بانزر 113 تشكيل مدرع للجيش الألماني في الحرب العالمية الثانية. باعتباره تشكيل دبابة، كان جزءًا من سلاح المدرعات.

## التاريخ
تم تشكيل اللواء 113 بانزر في 4 سبتمبر 1944. 
وخلافا لكتائب الدبابات سابقا، وقد تم تجهيز اللواء من كتيبتين دبابات بانزر-4 ودبابة بانثر، وأثنين بانزرجرينادير آلية لكل كتيبة بدلا من كتيبة واحدة لكل منهما. على الورق، كان تشكيلًا قويًا. ومع ذلك، كان يفتقر إلى وحدات دعم كافية مثل الاستطلاع والمدفعية والهندسية، مما جعل فرقة بانزر مزيجًا مميتًا من الدروع والمشاة. في 6 سبتمبر تم إرسال اللواء إلى كولمار وفي 16 سبتمبر تم إرساله إلى Saarburg.  تم تعيينه في جيش بانزر الخامس،  وشارك في معركة أراكورت، حيث حاول الألمان إيقاف اختراق الجيش الأمريكي الثالث في لورين.  وبحلول ذلك الوقت، كان للواء 42 دبابة تايجر.  أسفرت المعركة عن هزيمة ألمانية وتدمير فعلي للواء بانزر 113،  تاركًا قائدها، أوبرست إريك فرايهر فون سيكندورف، ميتًا في المعركة أيضًا.
في 1 أكتوبر 1944، تم حل اللواء 113 بانزر وتم تعيين بقاياه المدمرة إلى الفرقة 15 بانزرجرينادير. 

## اقتباسات
1. 1 2 3  Nafziger، George. "Organization History of German Panzer Formations" (PDF). مؤرشف من الأصل (PDF) في 2018-11-04. اطلع عليه بتاريخ 2016-08-11.
2. 1 2 3 4  Cole 1997.